# Macrocilix maia
Macrocilix maia é um inseto da ordem Lepidoptera; uma mariposa, ou traça, noturna do Extremo Oriente, incluindo parte do Sudeste Asiático, e do subcontinente indiano, pertencente à família Drepanidae; classificada em 1888 por John Henry Leech sob a denominação Argyris maia, nas páginas 647 e 648 do texto "On the Lepidoptera of Japan and Corea", publicado nos Proceedings of the general meetings for scientific business of the Zoological Society of London. Ela está citada numa ampla distribuição geográfica que inclui Coreia, Japão, China, Taiwan, Índia, Península da Malásia, Sumatra e Bornéu; o seu holótipo coletado por Leech em Wonsan ("Gensan"), Coreia.

## Mimetismo de moscas
Macrocilix maia é uma espécie frequentemente lembrada por seu peculiar caso de mimetismo em uma cena; as suas asas anteriores apresentando padrões simétricos que lembram moscas se alimentando de excrementos de aves, caracterizados por uma mancha amarelada na base final das asas posteriores e que até mesmo apresenta simulações de filetes de líquidos sendo sugados pelas "moscas"; mimetismo este também auxiliado por um odor pungente de amônia e que chega a atrair moscas verdadeiras para perto, num eficaz disfarce porque muitos dos seus predadores tendem a evitar insetos que se alimentam de excrementos de aves, que também possuem amônia, os associando a potenciais doenças.

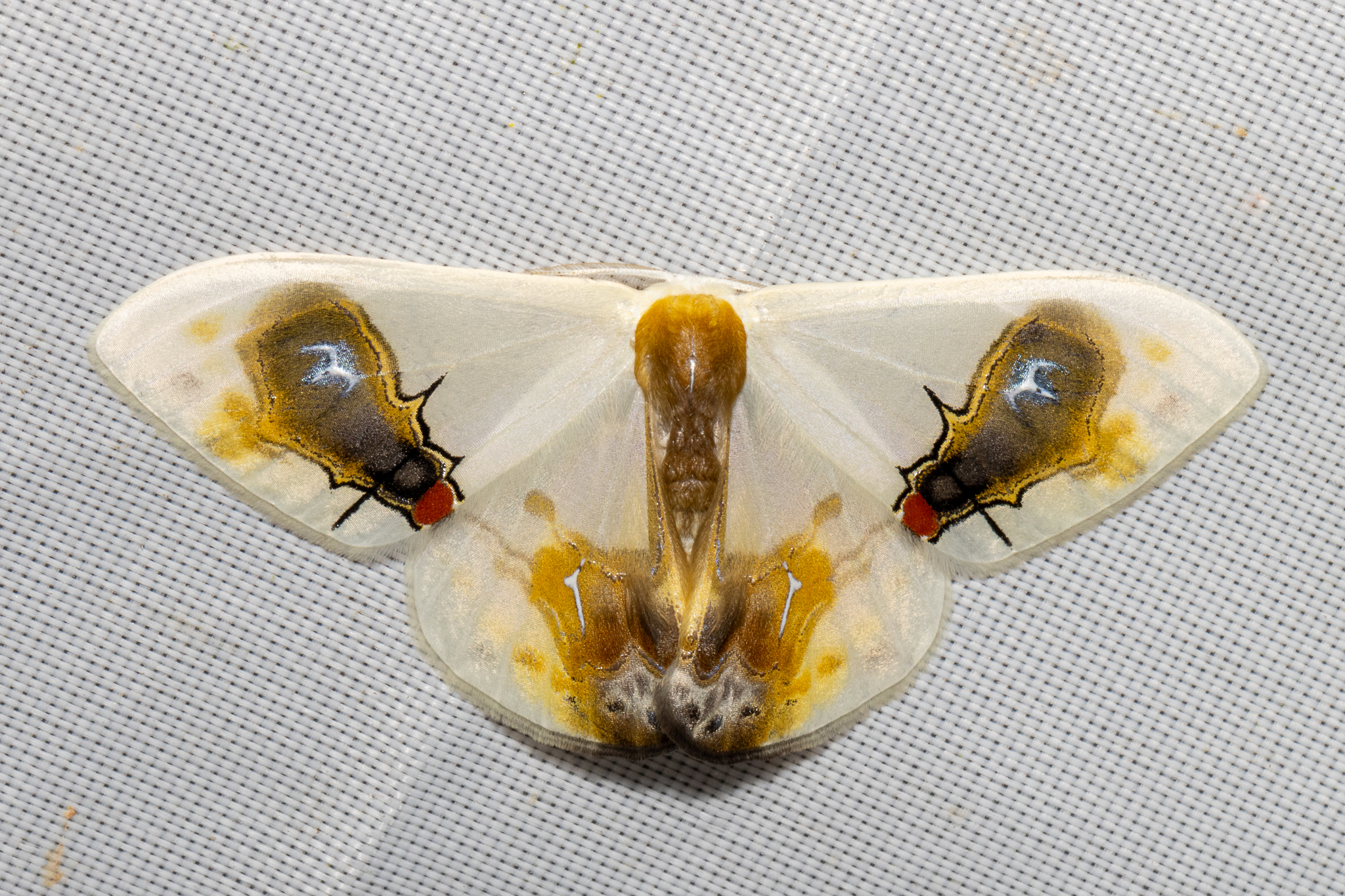
Fotografia da mariposa, ou traça, M. maia em vista superior, na Península da Malásia (Paão).

## Ecologia
Adultos são encontrados no mês de maio, as suas lagartas se alimentando de plantas do gênero Quercus (família Fagaceae; espécie Quercus variabilis; um tipo de carvalho).